# Банковци
Бàнковци е село в Северна България, община Габрово, област Габрово.

## География
Село Банковци се намира на около 6 km северно от центъра на областния град Габрово. Разположено е в платото Стражата, върху склон със значителен наклон на североизток, където на около 0,5 km от селото и около 90 m по-ниско от него тече река Янтра. Надморската височина в североизточния край на Банковци е около 420 – 425 m, а в югозападния нараства до около 520 – 530 m. Климатът е умерено – континентален, отличаващ се със студена зима и сравнително топло лято.
Общински път, излизащ от северния край на Габрово покрай левия бряг на Янтра, след около 2 km навлиза в Банковци и след селото продължава на северозапад през селата Гръблевци, Солари, Иванили и Спанци до село Кози рог, където прави връзка с третокласния републикански път III-4403.
Населението на село Банковци, наброявало 202 души при преброяването към 1934 г., намалява до 40 души към 1985 г., а по текущата демографска статистика за населението към 2019 г. наброява 12 души.

## История
През 1995 г. дотогавашното населено място колиби Банковци придобива статута на село..
Според легенда, наименованието на село Банковци произхожда от името на дядо Банко, първият жител на селото, построил своята къща около средата на XVII век.

## Население
Преброяване на населението през 2011 г.
Численост и дял на етническите групи според преброяването на населението през 2011 г.:
|                     | Численост | Дял (в %) |
| Общо                | 21        | 100,00    |
| Българи             | 21        | 100,00    |
| Турци               | 0         | 0,00      |
| Цигани              | 0         | 0,00      |
| Други               | 0         | 0,00      |
| Не се самоопределят | 0         | 0,00      |
| Неотговорили        | 0         | 0,00      |